# Knorr (österreichisches Adelsgeschlecht)

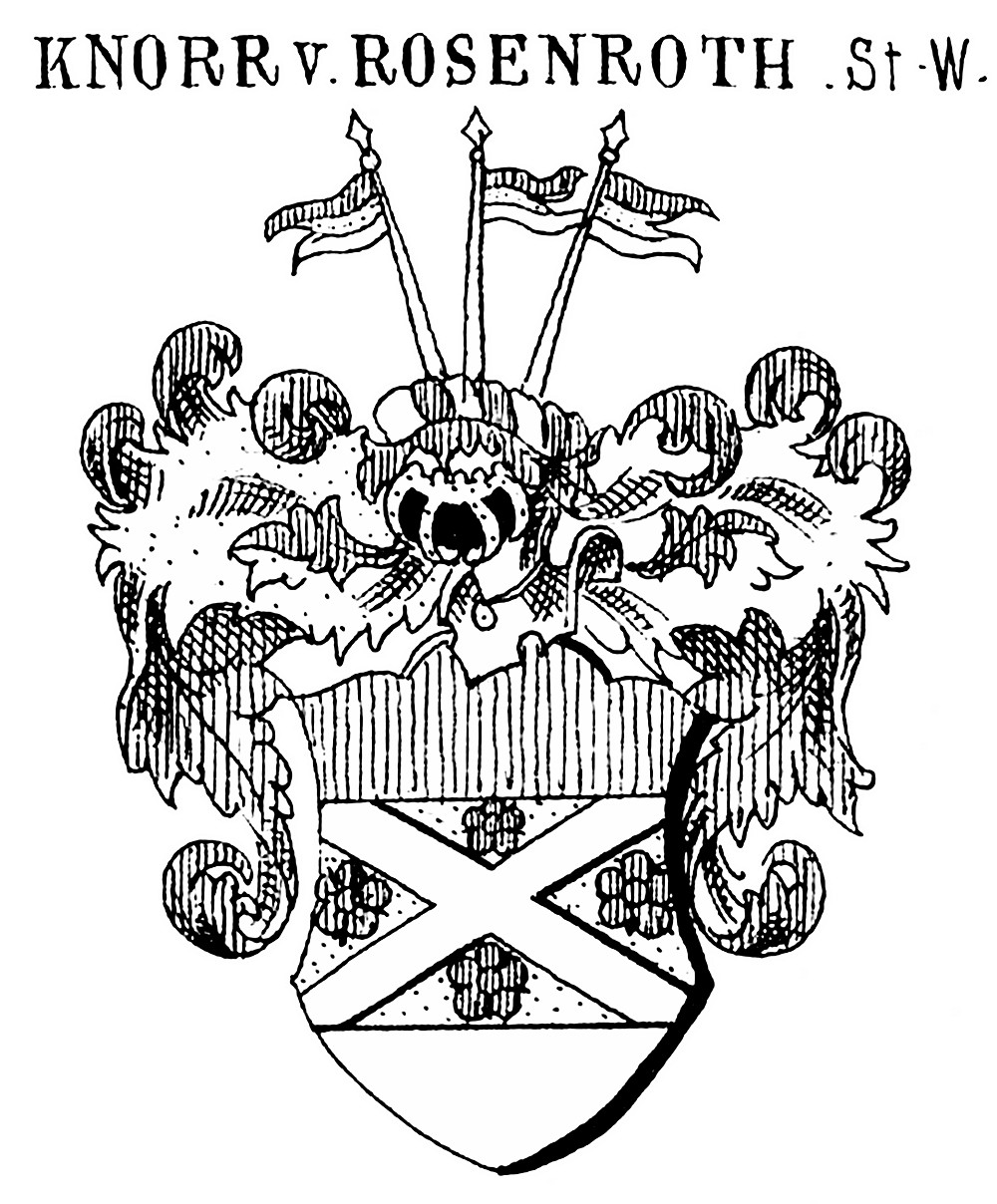
Stammwappen der Knorr von Rosenroth in Siebmachers Wappenbuch

Knorr war der Name einer freiherrlichen, heute erloschenen Adelsfamilie der Habsburgermonarchie. Der Überlieferung nach handelt es sich um eine Linie der schlesischen Knorr von Rosenroth.

## Geschichte
Georg Christian von Knorr wurde 1691 in Oettingen geboren und war lutherischer Prediger. Als Sekretär der Kaiserin Elisabeth Christine kam er nach Wien und trat in den österreichischen Staatsdienst ein. Nach seinem Übertritt zum katholischen Glauben wurde er Hofrat und von Kaiser Karl VI. in den Ritterstand erhoben. 1738 heiratete er Maria Katharina von Peinthemar, Tochter des ungarischen Magnaten Ignaz Freiherrn von Peinthemar († 1727) und seiner Frau Maria Cordula, geborene Holler von Doblhoff. Er starb am 22. Jänner 1762 und hinterließ vier Kinder: Christoph Christian, Maria Franziska, Katharina und Josef.
Christoph Christian von Knorr (1740–1803) wurde 1801 k.k. General; er war verheiratet mit Susanne Künert, die Ehe blieb kinderlos. Seine Schwester Maria Franziska (1742–1820) trat in den Orden der Salesianerinnen ein. Josef von Knorr (13. März 1746 bis 1. Juni 1789) war erst Hauptmann im Wolffenbütterschen Infanterie-Regiment und trat dann in den österreichischen Staatsdienst über, wo er das Amt eines k. k. Landrats erhielt. Er heiratete Maria Theresia von Kees (1748–1827), Schwester des Franz Georg Ritter von Kees. Aus dieser Ehe stammten fünf Kinder, wovon die jüngste Tochter Susanne jedoch bald nach der Geburt (27. August 1785 bis 9. September 1785) starb. Nach Josefs Tod heiratete seine Witwe den Grafen Josef Stiebar zu Buttenheim (gest. 13. Februar 1825). Dieser war der Besitzer des nahe der steierischen Grenze gelegenen Schlosses Stiebar (bei Gresten), das auf die Söhne aus Maria Theresias erster Ehe – die zweite Verbindung war kinderlos geblieben – überging und so zum Stammschloss der Familie Knorr wurde.
Josef von Knorrs gleichnamiger Sohn war der k.k. Staatsrat Josef Freiherr von Knorr (1782–1839), der das Schloss Stiebar seinen drei Töchtern aus der Ehe mit Emilie von Metzburg (1807–1856), Tochter des Johann Nepomuk Freiherrn von Metzburg (1780–1839), vererbte. Die älteste Tochter war die Lyrikerin Josefine von Knorr (1827–1908). Die beiden jüngeren Töchter waren Emilie „Emmy“ von Knorr (14. April 1829 bis 9. Februar 1897) und Marie, geboren am 26. Oktober 1838, verheiratet mit ihrem Vetter Eduard Reichsritter von Raab. Sie starb noch vor Ablauf des ersten Ehejahres, am 6. April 1861, nachdem sie eine Tochter, Marie von Raab (1861–1938), verheiratete Baronin Klezl-Norberg, geboren hatte.
Josefs des jüngeren älterer Bruder Bernhard Freiherr von Knorr (1776–1838) trat ebenfalls in den Staatsdienst ein. Er war wirklicher Hofsekretär bei der allgemeinen Hofkammer und erwarb sich durch den Aufbau der Bibliothek der Gesellschaft der Musikfreunde in Wien Verdienste. Aus seiner 1810 geschlossenen Ehe mit Marie Caballini von Ehrenburg (1794–1856) entstammten vier Töchter und ein Sohn. Die älteste Tochter Marie Freiin von Knorr (10. Dezember 1810 bis 1. Juli 1856) heiratete am 16. November 1833 Eduard von Vivenot, den Bruder des Chirurgen Rudolph von Vivenot. Kinder aus dieser Ehe waren Eduard von Vivenot (1835–1901), der General Ernst von Vivenot (1837–1919) und der Generalkonsul Franz von Vivenot (1845–1938). Die zweite Tochter, Therese (1816 bis 10. Juli 1864 in Baden bei Wien), blieb unverheiratet. Die dritte Tochter, Anna (1817 bis 3. März 1875) heiratete den Reichsoberfinanzrat Josef Ritter von Holzer-Peinthemar (1811 bis 27. September 1881). Die vierte Tochter Katharina (1819 bis 5. März 1882 in Gmunden), heiratete Anton Kratky (1800–1880), Rechnungsrat der k. k. Familienfondsbuchhaltung. Auch sie starb kinderlos. Der Sohn Franz Freiherr von Knorr (1815 bis 20. April 1857) trat ebenfalls in den Staatsdienst und war verheiratet mit Susanne Babo. Da er kinderlos starb, erlosch mit ihm die Familie der Freiherren von Knorr im Mannesstamm.

## Persönlichkeiten
- Georg Christian von Knorr (1691–1762), habsburgischer Hofrat
- Christoph Christian von Knorr (1740–1803), k.k. General
- Josef von Knorr (1746–1789), habsburgischer Offizier und Staatsbeamter
- Josef von Knorr (1782–1839), k.k. Staatsrat und Gutsbesitzer
- Josefine von Knorr (1827–1908), Lyrikerin und Übersetzerin
- Bernhard von Knorr (1776–1838), Staatsbeamter und Musiker